# Matthäus Merian de Oude

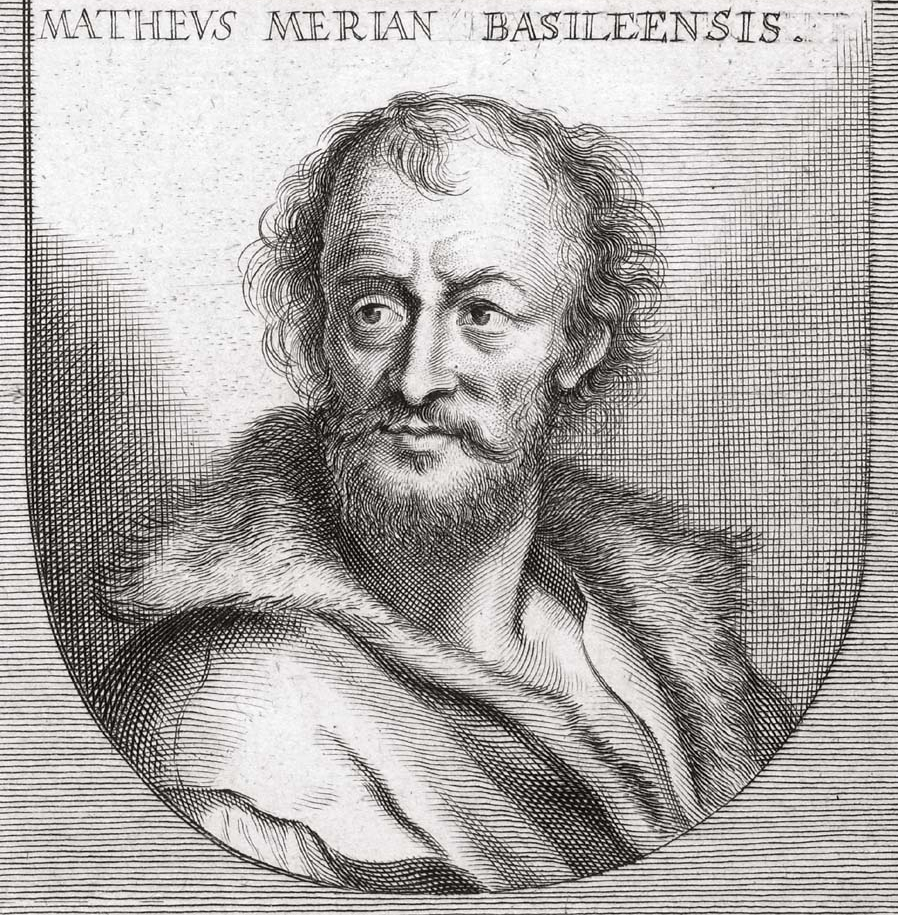
Matthäus Merian

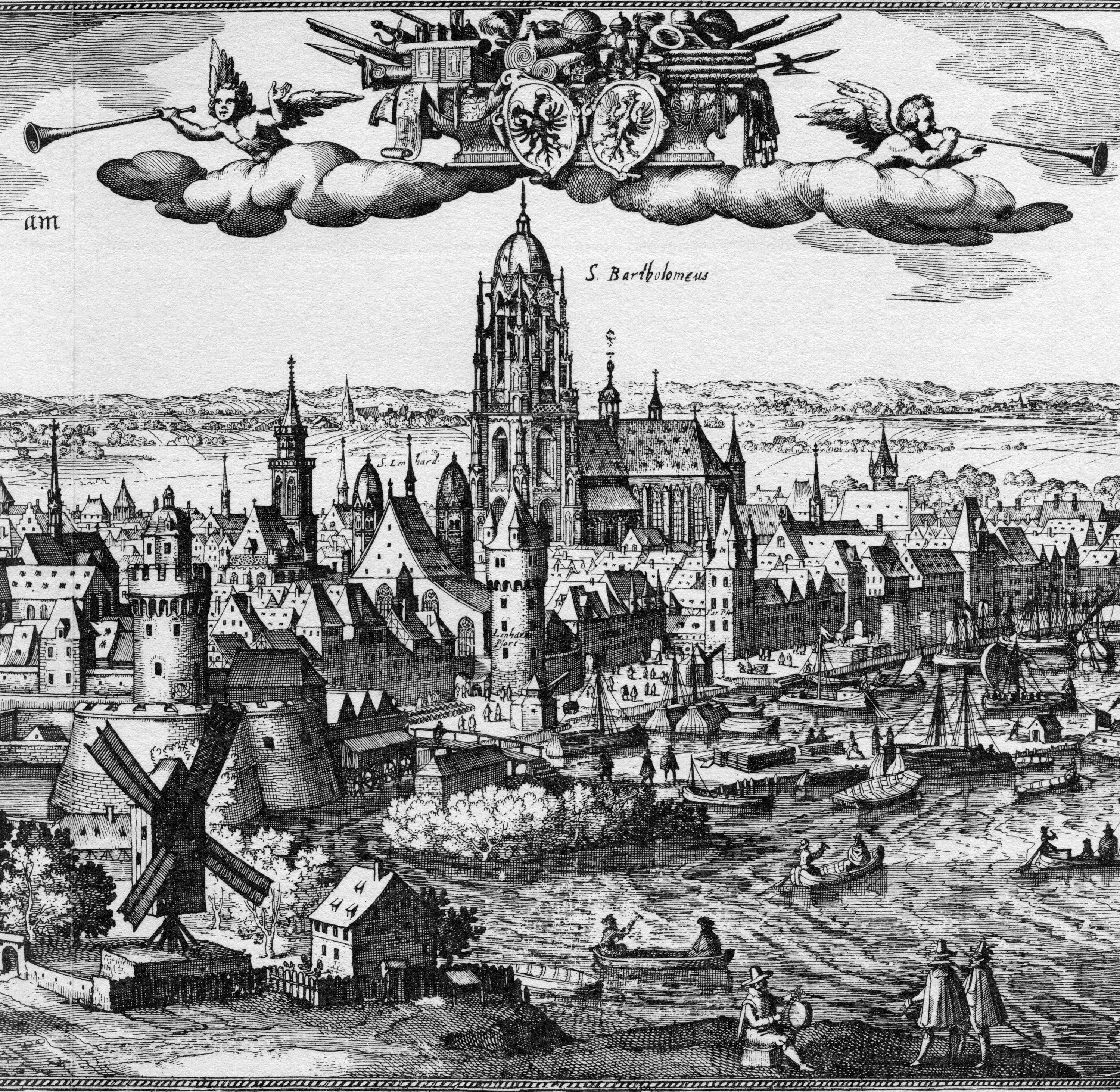
Frankfurt ca. 1612; gravure door Matthäus Merian

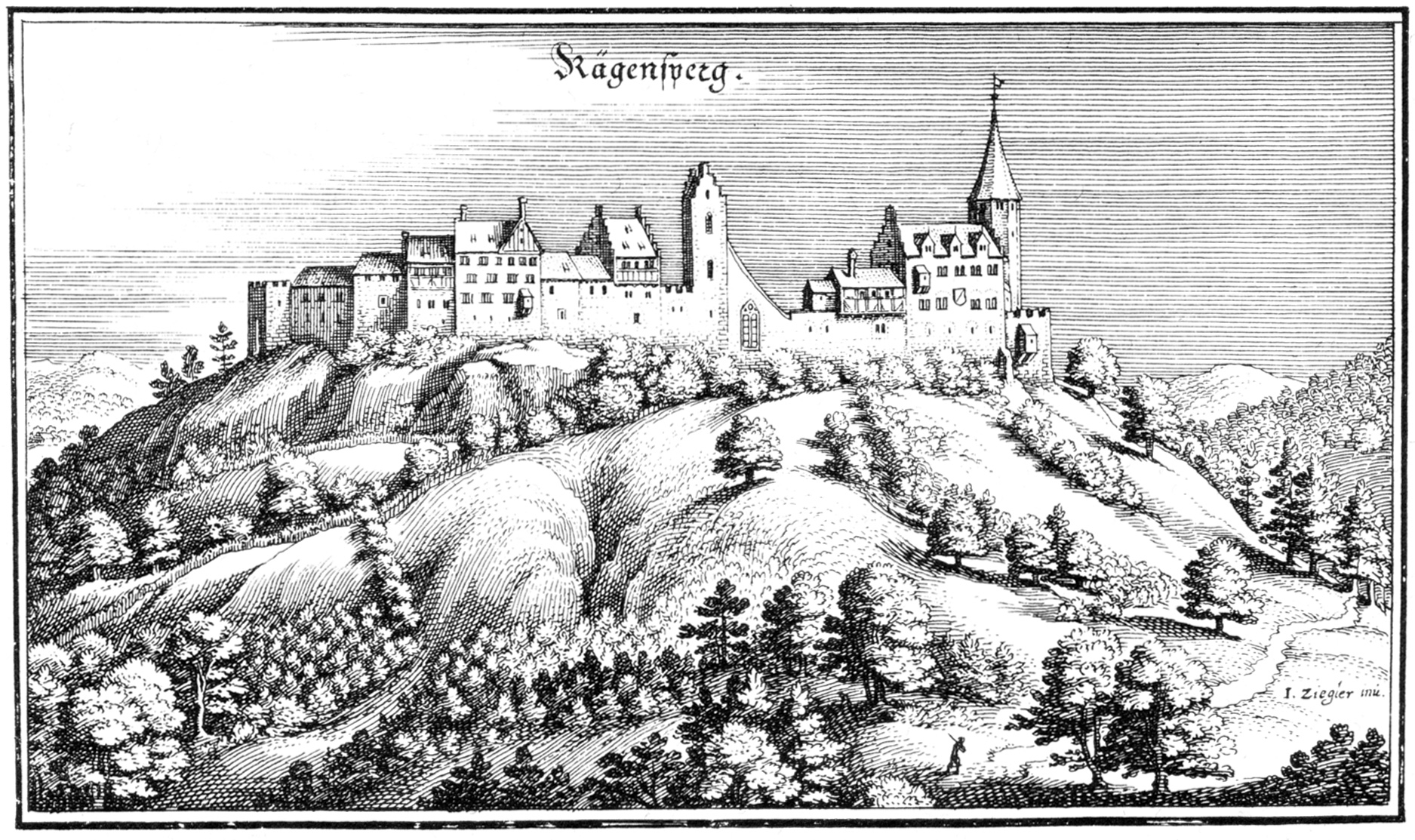
Regensberg in Topographia Helvetiae, 1645

Matthäus Merian de Oude (of "Mattheüs", der Ältere, "de oudste" of "sr.") (Bazel, 22 september 1593 – Bad Schwalbach, 19 juni 1650) was een Zwitserse graveur, die het grootste gedeelte van zijn leven in Frankfurt am Main werkte en daar ook zijn uitgeverij had.
Merian leerde de kunst van het graveren van koperplaten in Zürich. Hij werkte en studeerde in Straatsburg, Nancy en Parijs voordat hij terugkeerde naar Basel in 1615. Het volgende jaar verhuisde hij naar Frankfurt am Main in Duitsland, waar hij werkte voor de uitgever Johann Theodor de Bry, de zoon van de beroemde graveur Theodor de Bry.
In 1617 trouwde hij met Maria Magdalena de Bry, dochter van de uitgever de Bry. In 1620 verhuisden ze terug naar Basel, maar drie jaar later weer terug naar Frankfurt. Ze hadden talloze kinderen samen, met inbegrip van een dochter, Maria Sibylla Merian, geboren in 1647. Zij werd de beroemde natuuronderzoekster en illustrator. Twee van de zoons van het echtpaar volgden later Merian op.
In 1623 nam Merian de uitgeverij van zijn schoonvader over na de dood van de Bry. In 1626 werd hij burger van Frankfurt en ging voort als zelfstandig uitgever. Hij bracht het grootste deel van zijn werkzame leven door in Frankfurt. Al heel vroeg maakte hij gedetailleerde stadsplattegronden in zijn unieke stijl, zoals het plan van Basel (1615). Met Martin Zeiler (1589-1661), een Duitse auteur, en later (circa 1640) met zijn eigen zoon, Matthäus Merian (de jongere of jr.) (1621-1687), produceerde hij de reeks van de Topographia Germaniae in 21 delen. Het bevat een groot aantal stadsplattegronden evenals de kaarten van de meeste landen en een wereldkaart – het was zo'n populair werk dat het opnieuw werd uitgegeven in vele edities.
Merians werk inspireerde de Suecia Antiqua et Hodierna door Erik Dahlberg. Het Duitse reisblad Merian is naar hem vernoemd.
Matthäus Merian stierf na enkele jaren van ziekte in 1650 in Bad Schwalbach in de buurt van Wiesbaden. Na zijn dood namen zijn zonen Matthäus jr. en Caspar de uitgeverij onder hun hoede. Zij bleven doorgaan met de publicatie van de Topographia Germaniae en het Theatrum Europaeum.
In 1964 verscheen bij het Bärenreiter Verlag in Kassel en Bazel een zestiendelige uitgave van de delen die de Duitse en Nederlandse gebieden behandelen. In het deel Burgund-Niederlande werd een uitvoerig nawoord geschreven door de Nederlander Bert van 't Hoff.